# Томич, Виолета
Виолета Томич (слов. Violeta Tomič, 22 января 1963, Сараево) — словенская актриса, ведущий кандидат группы Европейских объединённых левых / Лево-зелёных Севера (GUE/NGL) на выборах в Европарламента.

## Биография
Виолета Томич родилась в Сараево 22 января 1963 года. В 1985 году она окончила Университет Любляны по профессии актриса театра и кино. В 1980-х годах она присоединилась к альтернативной группе современного искусства Neue Slowenische Kunst, что, по её собственным словам, привело к слежке со стороны службы государственной безопасности. С 1987 до 2001 года работала в городском театре, затем стала звездой телесериалов. Вела словенскую версию викторины «Слабое звено» — Najšibkejši člen. Она также увлеклась биодинамическими методами ведения сельского хозяйства, созданные Рудольфом Штайнером и Марией Тун.

## Политическая карьера
В 2010 году вступила в Демократическую партию труда. Летом 2014 года была избрана в национальный парламент от избирательного альянса «Объединённые левые», в котором представляла Демократическую партию труда. В 2017 году две составляющие союза создали единое движение «Левые», и Томич стала заместительницей его координатора. На выборах в Европейский парламент в мае 2019 года возглавляла список еврокоммунистов из GUE/NGL, однако так и не смогла избраться в Европарламент от Словении. Из-за разногласий, которые обострились во время пандемии COVID-19, она покинула партию «Левые» 19 января 2022 года. В конце марта 2022 года она присоединилась к Ивану Гейлу и Виолете Булц в партии «Наше будущее», но избраться на второй срок на парламентских выборах того года уже не смогла.
22 марта 2024 года она представила в Любляне новую политическую партию «Ничего из этого» (Nič od těgo), которую она основала совместно с активистом Борисом Жулем, соучредителем партии «Солидарность». На июньских выборах в Европейский парламент её кандидатура не прошла (Томич получила 5399 преференциальных голосов избирателей), а её новая партия заняла последнее место.
С 2021 года она выступает на митингах, организованных пророссийским движением «Словения против русофобии», считает российское вторжение против Украины «прокси-войной» между США и РФ, вопроизодит клише российского официоза о «геноциде народа Донбасса», утверждает, что «никто никогда в истории не побеждал Россию», называла Алексея Навального «по заслугам осужденным наёмником» и «носителем фашистских идей».